# Playa de La Hacienda
La playa de La Hacienda es una playa de la localidad española de La Línea de la Concepción, tras ser cedida en parte a dicho municipio por la localidad de San Roque. Esta playa situada en el litoral mediterráneo de la ciudad de La Línea, tiene unos 4300 metros de longitud y unos 90 metros de anchura media. Es una playa muy poco transitada situada al norte de la ciudad y que limita al sur con la playa de Torrenueva y al norte con la playa de La Alcaidesa. Aunque carece de servicios mínimos debido a su situación, lejos de los principales núcleos de población, es muy atractiva por su escasa afluencia y su carácter tranquilo.